# قرطبون
قرطبون إحدى القرى اللبنانية في قضاء جبيل تقع على بعد 36 كلم، من بيروت، ويبلغ ارتفاعها عن سطح البحر 30 م.